# Фотографски атеље „Енглезовић” у Лесковцу
Фотографски атеље „Енглезовић” је најзначајнија фотографска радња у Лесковцу у првој половини XX века, која је радила од 1903. до 1953. године.

## Настанак
Реч је о породичном фотографском послу, који су започела браћа Александар и Велимир Енглезовић 1901. године. У почетку су били самоуки, али убрзо један од њих (могуће старији, Александар) отишао на усавршавање у Немачку, да би по повратку у Србију стечено фотографско знање пренео брату.
Енглезовићи су прво израђивали фотографије код куће, да би са развојем посла, већ око 1903. године саградили прави фото-атеље (судећи према једној сачуваној фотографији локал је био од дрвета, са застакљеним кровом и у неком дворишту) у Светоилијској улици. Најпре су користили само један фотоапарат плочаш (негатив величине 9 х 12 cm), плус статив, уз минималну употребу сценских реквизита (осликана троделна позадина, шарена подна простирка, округли сточић прекривен са бар два различита столњака, један таман са једва видљивим дискретним шарама и други са светлим цветним украсима, ту је и мања дрвена клупа светлих боја, обичне кућне столице...).
Пошто је у то време фотографија често била породично занимање, поменуте 1903. године у новосаграђеном атељеу браћи је помагала сестра Загорка (рођена 1896. године) која је у почетку радила најједноставније послове: доносила воду, чистила, испирала негативе и позитиве.

## Даљи рад атељеа
Радња је временом расла, о чему сведочи о чему сведочи једна фотографија са почетка двадесетих година двадесетог века и штамбиљом фирме Веље Енглезовића, на којој је у кадру, и то комотно, свих једанаест играча фудбалског тима. Такође, знатно је обогаћена фотоопрема и реквизиторијум (дрвени под се застире светлом подном простирком дискретних шара, понекад тепихом, појављује се нова четвороделна осликана позадина, већи број обичних кућних столица, као и комадна, стилска столица и четвртасти сточић...). 
Сестра Загорка учила је занат радећи уз браћу, те је преузела посао када су они 1912. године отишли у рат и издржавала је три сестре, старог оца и слала новац браћи. Загорка се сећала: „Први снимак ми је био једна мртва девојка. Другог дана ме позивају за другу девојку, јер нису имали фотографију за успомену. Снимци су били лепи, величине 18 х 24 cm".
По завршетку балканских ратова, браћа су се вратила и краткотрајно поново преузела вођење радње. Међутим, убрзо је почео Први светски рат и 1915. године Алексу су убили Бугари, а Вељко, да би се спасао, побегао је за Солун, тако да је посао и издржавање породице поново био у рукама Загорке. Фирма је 1918. године, због потребе посла, узела једног ученика, који је био пореклом Немац. Зграда атељеа је знатно оштећена када је по казивању Загорке „један пијани Бугарин у исту ушао на коњу, захтевајући да га фотографише док се коњ пропиње". Након рата, вратио се Вељко и атеље под његовим именом је истакао рекламу „Израђује све величине фотографских слика нај постојаније платни тон, увеличава од својих слика до природне величине. Снимања врши у свако доба без обзира на хрђаво време". Веља Енглезовић је преминуо 1922. године те је радњу поново наставила да води Загорка. Већ наредне, 1923. године, сазидан је нови атеље прекопута Шоп-Ђокићеве куће. Због појаве јаке конкуренције цене су значајно снижене у наредним годинама. 
Атеље је радио све до 1. маја 1953. године када је Загорка због проблема са видом затворила радњу.